# Melanagromyza assamensis
Melanagromyza assamensis este o specie de muște din genul Melanagromyza, familia Agromyzidae, descrisă de Tandon în anul 1970. Conform Catalogue of Life specia Melanagromyza assamensis nu are subspecii cunoscute.